# 南丰胡同
南丰胡同是位于中国北京市西城区中部的一条胡同。现已无存。

## 简介
南丰胡同北起什坊小街，南到辟才胡同。清朝以十八半截（今什坊小街）和前泥洼为界，分为“南宽街”、“中宽街”、“北宽街”，此段居南，故名“南宽街”。1965年定名为“南丰胡同”。2000年前后，因城市改造而拆除。
南丰胡同内过去有许多名人旧居。石评梅、马连良等人均曾在南丰胡同居住。1950年，梁漱溟由四川到北京后，也居住在该胡同。
现在，一株百年大槐树仍位于丰汇园小区1号楼和6号楼之间，树干十分粗壮。该树过去位于南丰胡同的北口。